# Renanthera monachica
Renanthera monachica là một loài lan.With a yellow base and red spots.

## Hình ảnh

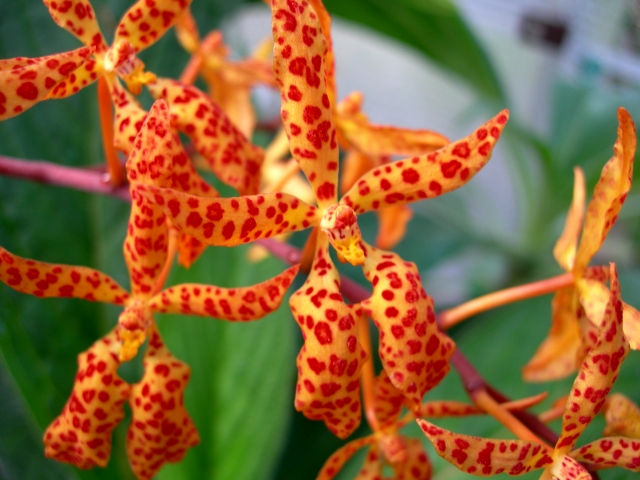
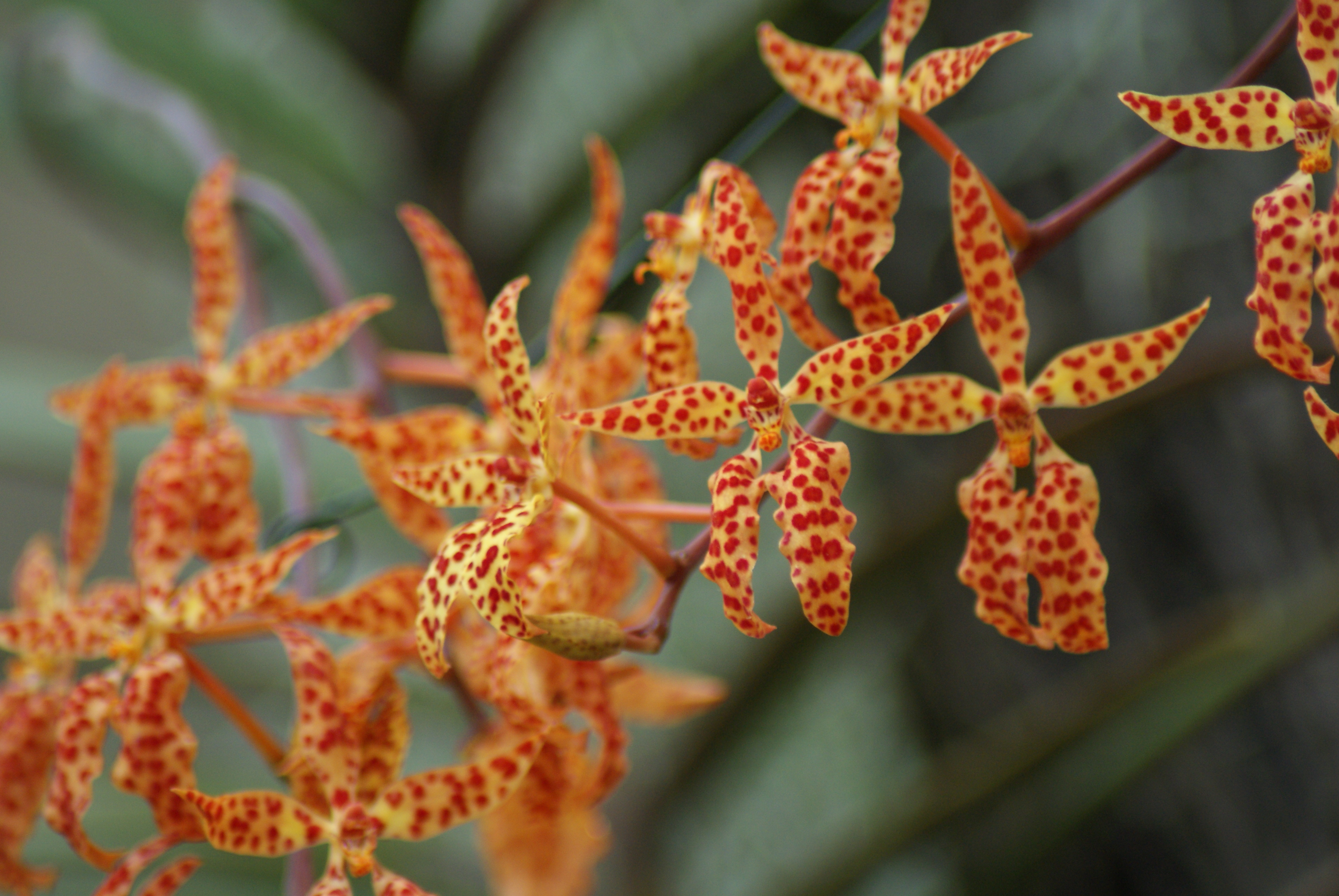